# Békalencseformák
A békalencseformák (Lemnoideae) a hídőrvirágúak rendjének (Alismatales), azon belül a kontyvirágfélék családjának (Araceae) egy alcsaládja.

## Rendszerezés
Már a korai rendszerek is a kontyvirágfélék rokonsági körébe helyezték a csoportot, de mindig élesen elkülönítették a többi, bonyolultabb szervezettségű, nagyobb termetű kontyvirágfélétől, ezért régebben békalencsefélék (Lemnaceae) néven önálló családként szerepeltek. A legújabb molekuláris alapú kladisztikai eredmények azonban azt mutatják, hogy a békelencsefélék beékelődnek a többi kontyvirágzatú alcsalád közé, ezért kiemelni őket és elkülöníteni a többi alcsaládtól teljességgel indokolatlan, sőt helytelen, hisz parafiletikusságot okozna a csoportban.

## Felépítésük, illetve kémiai és élettani jellemzőik

### Vegetatív szerveik felépítése
A békalencsék rendkívül kicsiny növények, általában csak néhány milliméteresek. Vízi életmódot folytatnak: vagy alámerülten élnek, vagy a víz felületén úsznak. Egyik-másik nemzetségnek még van el nem ágazó gyökere, de léteznek szép számmal teljesen gyökértelen fajok is. A testük általában lencse alakú, a hajtás rendkívül egyszerűsödött: még a levél és a szár sem különíthető el egymástól. A hajtás igen rövid hajtástengelyből és egyetlen levélből áll.
Ebben a családban is – akár a többi kontyvirágzatú alcsaládban – jellemző az áltengelyes (szimpodiális) elágazásrendszer. Mégis az a különbség, hogy míg a többi kontyvirágzatú alcsaládban a virágzat kifejlődése mindig megelőzte egy-egy újabb szimpodiális oldalág képződését, addig a békelencseféléken ez gyakran elmarad. Az oldalágak képződésé ugyanis a legtöbbször nem előzi meg az előző hajtás végét lezáró virágzat kifejlődése, hanem az egyes oldalágak létrejöttük után hamarosan leválnak az anyanövényről. Igen rövid idő alatt elszaporodhatnak így, vegetatív úton a vizek felszínén.
A levél belső szöveti szerkezetének legfeltűnőbb sajátossága a fejlett átszellőztető alapszövet. Ez a növény levelének színén lévő gázcserenyílásokon keresztül tart kapcsolatot a légkörrel. Az átszellőztető alapszövetben lévő levegő csökkenti a növényi test átlagos sűrűségét, így az biztosan mindig a víz felületén marad.

### Biokémiai sajátosságaik
Növénykémiai szempontból a család sajátsága az ún. miriofillin-sejtek jelenléte és nagyobb mennyiségű kalcium-oxalát felgyülemlése, mely utóbbi főképp kristálykévék (rafidok) és -halmazok alakjában található. Emellett még sokféle flavonoidot is kimutattak bennük, sőt ezen anyagok jellegzetes színképe még a fajok meghatározásában is segítségére lehet a kutatóknak. Általánosan fellelhető még a békalencsefélékben a lignin is.

### Szaporodásuk
A generatív szervek redukciója is igen nagy mértékű a békelencseféléknél. A virágzat csak egyivarú virágokat tartalmaz. A kicsiny, virágzati buroklevél (spatha) nélküli virágzatban csak néhány csupasz virág fejlődik, melyek vagy egyetlen porzóból, vagy egyetlen termőből állnak. Megporzásuk a víz segítségével megy végbe. A megporzás után a termőben egy vagy több mag fejlődik, melyekben igen kevés táplálószövet található az embrió mellett. Egyes fajok életciklusa igen rövid idő alatt megy végbe. A Wolffia fajok például már vegetatív létük megkezdése után 8 nappal virágzanak.

## Elterjedésük és jellegzetes fajaik
A békalencsefélék maradványai a harmadidőszak óta ismeretesek. Az alcsaládba 5 nemzetséget sorolunk 25 fajjal. Az egész világon elterjedt csoportról van szó, vagyis kozmopoliták. Hazánkban élő két legjellegzetesebb fajuk a nagyobb termetű, még gyökérrel rendelkező apró békalencse (Lemna minor), és az egyszerűbb, nála kisebb, gyökértelen vízidara (Wolffia arrhiza), mely a maga 1,5 mm-es hosszával a világ legkisebb virágos növénye. Hazánkban élő, elterjedt, de kevésbé közismert fajok még a következők: bojtos békalencse (Spirodela polyrrihza); keresztes békalencse (Lemna trisulca); púpos békalencse (Lemna gibba).